# Paradubbelgedraaide romboëdrisch icosidodecaëder
Een paradubbelgedraaide romboëdrisch icosidodecaëder is in de meetkunde het johnsonlichaam J73. Deze ruimtelijke figuur kan worden geconstrueerd door op een rombische icosidodecaëder twee tegenover elkaar liggende vijfhoekige koepels J73 36° te draaien.
De gedraaide romboëdrisch icosidodecaëder J72, de metadubbelgedraaide romboëdrisch icosidodecaëder J74 en de drievoudig gedraaide romboëdrisch icosidodecaëder J75 worden ook geconstrueerd door vijfhoekige koepels op een rombische icosidodecaëder te draaien, maar die lichamen zijn anders. Het gaat daarbij om een, twee en drie vijfhoekige koepels, die worden gedraaid.
- (en)  MathWorld. Parabigyrate Rhombicosidodecahedron.